# Otto von Camphausen
Otto von Camphausen (né le 21 octobre 1812 à Hünshoven, un quartier de Geilenkirchen et décédé le 18 mai 1896 à Berlin), anobli en 1896, est un homme politique prussien. Il a occupé le poste de vice-président et de ministre des Finances de Prusse. Il est le frère du ministre-président de Prusse Ludolf Camphausen.

## Biographie
Camphausen étudie le droit puis entre durant l'automne 1834 dans la fonction publique. Il s'occupe avant tout de la finance et du commerce. À partir de 1837, il est assesseur à Magdebourg, Coblence et Trèves. En 1844, il accède a un poste de haut fonctionnaire à Trèves avant d'être nommé à un poste au ministère des Finances prussien en 1845. Il y est chargé de l'impôt sur le revenu et écrit un projet de loi en 1847 sur le sujet.
En 1849, puis de 1850 à 1892, il fait partie de la seconde chambre et en 1850 de l'Union d'Erfurt. Il y siège dans les rangs des libéraux modérés. En 1854, il devient responsable du commerce maritime et enfin le 26 octobre 1869 ministre des finances. Le budget de l'époque accuse un déficit de 5 millions de talers. Il réussit à faire disparaître ce déficit et parvient même, après la guerre franco-allemande de 1870, à avoir un excédent budgétaire. Il utilise cet excédent pour rembourser la dette, retirer quelques impôts : Mahlsteuer et Schlachtsteuer, augmente le salaire des fonctionnaires et finance la construction de certains bâtiments publics.
Quand le 9 novembre 1873 Albrecht von Roon présente sa démission, Camphausen devient vice-président de Prusse.
La détérioration des finances publiques qui suivit oblige par la suite Camphausen à démissionner le 23 mars 1878.
Peu avant sa mort, le 18 janvier 1896, il reçoit l'ordre de l'aigle noir, la plus haute décoration prussienne, il est par la même occasion anoblie.